# Lissochlamys exotica
Lissochlamys exotica is een tweekleppigensoort uit de familie van de Pectinidae. De wetenschappelijke naam van de soort is voor het eerst geldig gepubliceerd in 1817 door Dillwyn.